# 捩れ部分群
アーベル群の理論において、アーベル群の捩れ部分群（ねじれぶぶんぐん、英: torsion subgroup）とは有限の位数をもつすべての元からなる部分群である。アーベル群が捩れ (torsion) 群あるいは周期 (periodic) 群であるとは、そのすべての元の位数が有限であることで、torsion-free であるとは、単位元を除くすべての元の位数が無限であることである。
実際に有限位数の元が加法で閉じていることの証明は加法の可換性によっている（例の節を見よ）。
アーベル群 A の捩れ部分群 T(A) は A の fully characteristic subgroup であり、剰余群 F(A) = A/T(A) は torsion-free である。これらの対応は関手的である：アーベル群をその捩れ部分群に送り準同型をその捩れ部分群への制限に送る、アーベル群の圏から捩れ群の圏への共変関手 T が存在する。アーベル群をその捩れ部分群による商に送り準同型を標準的な誘導写像（well-defined であることは容易に確かめられる）に送る、アーベル群の圏から torsion-free 群の圏への共変関手 F も存在する。
アーベル群 A が有限生成であれば、その捩れ部分群 T と torsion-free 部分群の直和として書くことができる（しかしこれはすべての非有限生成アーベル群に対して正しくない）。A の捩れ部分群 S と torsion-free 部分群の直和としての任意の分解において、S は T と等しくなければならない（しかし torsion-free 部分群は一意的には定まらない）。これは有限生成アーベル群の分類において重要なステップである。

## p-冪捩れ部分群
任意のアーベル群 {\displaystyle (A,+)\;} と任意の素数 p と任意の自然数 n に対してp^n の位数をもつ A の元全体の集合
{\displaystyle A[p^{n}]=\{\,g\in A\;|\;p^{n}g=0\,\}.\;}
（この記号はよく使われる）は部分群であり p-冪捩れ部分群 (p-power torsion subgroup) と呼ばれる。
{\displaystyle A[p^{n}]}の全てのnに渡って和を取ったもの
{\displaystyle A[p^{\infty }]=\{\,g\in A\;|\;\exists n\in \mathbb {N} ,\;p^{n}g=0\,\}.\;}
（この記号もよく使われる）も部分群を成し、Aのp-部分 (p-part) と呼ばれる。これはもちろんp-群である。
捩れ部分群 Ator はAのp-部分のすべての素数 p を渡る直和に同型である。
{\displaystyle A_{tor}\cong \bigoplus _{p}A[p^{\infty }].\;}
A が有限アーベル群のとき、{\displaystyle A[p^{\infty }]} は唯一の A のシロー p-部分群と一致する。これは{\displaystyle A/A[p^{\infty }]}でコーシーの定理 (群論)を考えればすぐにわかる。
A の各 p-冪捩れ部分群は fully characteristic subgroup である。より強く、アーベル群の間の任意の準同型は各 p-冪捩れ部分群を対応する p-ベキ捩れ部分群の中に送る。
各素数 p に対して、これはすべての群をその p 冪捩れ部分群に送りすべての準同型をその p-捩れ部分群に制限するアーベル群の圏から p-冪捩れ群の圏への関手を提供する。これらの関手の捩れ群への制限のすべての素数の集合にわたる積は、捩れ群の圏から p-捩れ群の圏のすべての素数に渡る積への忠実関手である。ある意味、これは p-捩れ群を孤立して研究することで一般の捩れ群についてすべてわかるということを意味する。

## 例とさらなる結果

格子の加法の下での複素数の商群の 4-捩れ部分群。

- 非アーベル群の捩れ部分集合は一般には部分群ではない。例えば 無限二面体群（英語版） は 表示

⟨ x, y | x2 = y2 = 1 ⟩
をもち、元 xy は2つの捩れ元の積であるが、位数は無限である。
- 冪零群の捩れ元は正規部分群をなす[4]。

- 明らかに、すべての有限アーベル群は捩れ群である。しかしすべての捩れ群が有限であるわけではない。巡回群 C2 の可算個のコピーの直和を考えよ。すべての元の位数は 2 なのでこれは捩れ群である。有限生成でなければ商群 Q/Z の例が示しているように捩れ群の元の位数に上界がある必要もない。

- すべての自由アーベル群は torsion-free だが逆は正しくない。反例は有理数全体 Q （加法群）。

- A が有限生成でないときでさえも捩れなし部分 (torsion-free part) のサイズは、アーベル群のランクの記事においてより詳しく説明されているように、一意的に定まる。

- アーベル群 A が torsion-free であることと Z-加群として平坦であること、つまり C があるアーベル群 B の部分群であるときにはいつでもテンソル積 C ⊗ A から B ⊗ A への自然な写像が単射であることは同値である。

- アーベル群 A を Q （あるいは任意の divisible group）でテンソルすると捩れが消える。つまり、T が捩れ群であれば T ⊗ Q = 0 である。捩れ部分群 T をもった一般のアーベル群 A に対しては A ⊗ Q ≅ A/T ⊗ Q である。